# Пуста река
Област Пуста река заузима простор највећим делом у сливу истоимене реке, у северозападном делу Лесковачке котлине, а окружена је планинама Петрова Гора, Радан, Ргајским планинама, Пасјаче и Видојевице. Простире се на 336 км² са 62 насеља и варошицом Бојник, као њеним центром.
Назив овог краја означава сиромаштво и запуштеност. Раније се називала само Река, а забележено је и име Подгора према изворима средњовековне српске државе.

## Историја
У античком периоду област Пусте Реке припојен је Римском царству. На овом подручју подигнути су градови Царичин град и Златско кале. Из средњовековне српске државе постоје подаци о селима као што су Ивање, Оране, Мијајлица, Злата, Бублица, Кутлеш итд.
Од 1454. године, након пораза Николе Скобаљића, ово подручје се налази под турском окупацијом. Најтежи период био је од краја 18. века до ослобађања 1878. године. Током тог периода српски живаљ је био протериван, а досељавали су се Албанци. Након ослобођења Албански живаљ се повукао са Османском војском, а Срби и Црногорци су кренули да се враћају у ове крајеве и то из области и то махом из Власине из Црне Горе, Војводине и са Косова.
Дана 11. новембра 1915. године у подручју Пусте реке сукобиле су се српске и бугарске јединице, тзв. Лесковачки противнапад. Српска војска је потиснула бугарске јединице иза Лесковца и на тај начин омогућила одступање главнице српске војске правцем Прокупље-Лебане-Приштина. Ово је јединствен пример у ратној историји да трупе након толико битака, тешкоћа и губитака, пољуљаног војног морала, крену у противофанзиву и остваре велику победу
21. фебруара 1917. године одржан је састанак устаника Јабланичко-Топличког устанка, у селу Обилић. У Првом светском рату Пуста река је страдала током Топличког устанка, када је Бугарска војска у крви угушила устанак.
У окупираној Југославији у Другом светском рату, на овом простору су били организовани покрети отпора, па је овај крај био под терором пре свега Бугара. Најпознатије је фебруарско погубљење 17. фебруара 1942.

## Физичко-географске одлике
Физичко-географске одлике неке области чине: геолошки састав, рељеф, клима, хидрографске особености, педолошке особености и биљни и животињски свет.

### Рељеф
У сливу Пусте реке сусрећу се и смењују различите врсте рељефа.
Планине су представљене средње високим и ниским планинама (Пасјача 901 m, Видојевица 1.154 m, Ргајска планина 834 m, Арбанашка планина 1.127 m, Радан 1.409 m, Петрова гора 1.338 m) које се простиру на 25% територије. Оне припадају Средишњој зони громадних планина и у облику потковице затварају слив са севера, северозапада, запада и југозапада. Ове планине са својим билима пресечене су долинама клисурастог а понегде и кањонског типа.
Планина Радан припада групи Родопских планина. Планински венац ове планине простире се од истока према западу и састављен је од три масива – Мајдан планине, Равне планине и Петрове горе међу којима доминира Петрова гора. Венац Радана налази се на развођу и граници Пусторечког према Косаничком крају. Са својим делом Мајдан поседује рудна богатства која су од давнина експлоатисана о чему сведоче тросковишта на неколико места у сливу (гвоздене и оловне руде). На Радану доминирају букова у вишим и храстова шума углавном у нижим деловима, а има и антропогених шума бора, смрче и јеле и травнатих површина.
У западном делу слива дошло је током терцијара до вулканске активности која је у вези са тектонским дислокацијама (Источни дубински разлом) које пресецају ово подручје.
На кристаластим шкриљцима обода слива образоване су јаруге и вододерине којима за време јаких киша потеку бујице и још више их продубљују. Ови облици настали су ерозијом тла.
Брдски рељеф захвата субпланински и централни део слива пратећи ток реке и токове њених притока (52% територије). Он представља некадашње дно Лесковачког језера у коме су извајане две дилувијалне терасе: горња и доња. Оне су више, старије и изграђене од другачијег материјала у односу на алувијалну терасу. Брдски рељеф испресецан је воденим токовима и суводолинама па у целини представља таласасту површину која често подсећа на неке крајеве Шумадије. Од долина које су усечене између брегова, који чине овај део котлине, најдубља је долина Пусте реке, нарочито у њеном почетном делу од Крушкара до изнад Брестовца. Тај део корита је узан, стешњен између високих брегова стрмих страна те има кањонске одлике. Ово нарочито важи за део речног корита између села Бреговине и Бублице, с једне и Драгог Дела и Магаша, с друге стране. Дубље долине имају и Магашка и Ивањска река, нарочито у горњем и средњем делу. У зони делова корита ових река, побрђе је дубоко испресецано готово испарчано. Ван овог ужег дела, овај рељеф представљен је низом благо заобљених брегова и брежуљака који имају различите правце и општу тенденцију да се уздижу према лепезастом ободу котлине почевши од југа па до севера у побрђу Пасјаче. У подгорини планина и у горњим деловима сливова Пусте, Коњувачке, Златне, Магашке и Каменичке реке брдски рељеф је више обликован у метаморфним и вулканским стенама због чега је кршевитији, клисурастији и окомитији према речним долинама, а у неогеном материјалу (Дубрава, Велика Црквица, Друм, Ридина, Плавачки рид) има блаже облике и заобљене стране и погодан је за обрађивање. Подгорина Радана и Петрове горе од Слишана и Ображде, преко Ивања до Деливоде, Блата и Добре Воде представља један од најлепших предела слива и Лесковачке котлине.
Брежуљкасти и равничарски рељеф (око 25% територије) простире се низводно од Бојника до источног оквира области, затим иде по источном ободу све до северне границе слива где се наставља у раван која припада Јужној Морави, у источном делу слива. Граница између пусторечке и моравске равни налази се између села Горњег Бријања, с једне и Доњег Бријања, с друге стране. Ширина овог дела пусторечке равни је различита. Највећа је између Бојника, Сувог Поља (Зелетова), Ђинђуше и Лапотинца а најужа између села Кацабаћа и Стубле услед приближавања Кацабаћког рида речном кориту Пусте реке. Према северу равница се поново шири да би се опет сузила код коте 305 m. Између ове коте и завршне тачке рида Гургац, на десној обали Пусте реке, има више од једног km где се изгледа завршила пусторечка раседлина. Одавде се равница јако шири и по многим својствима припада области Јужне Мораве. Равница се протеже још и узводно уз Пусту реку западно од Бојника а има је у долини Коњувачке реке (Мале реке) између Злате и Горњег Коњувца, тзв. Златско поље. Равница Пусте реке је на висини Лесковачког поља: код села Ђинђуше њена надморска висина је 230 m а код Косанчића око 222 m, што је нешто ниже од ветерничке равни у региону Поречја. 
Под утицајем базисне ерозије река је на најнижем ободном делу доње дилувијалне терасе просекла своју ужу долину. Истовремено, са процесом базисне ерозије, одвијао се и процес таложења алувијалног материјала те је на тај начин формирана алувијална тераса. Ова тераса састоји се од тих наноса. Нижа је од дилувијалних тераса, млађа и другачијег састава. Према неким схватањима ова тераса пружа се, у ужем обиму, почев од Славника односно од Злате, долином Коњувачке реке до Бојника одакле се шири у пространо и плодно Лапотиначко поље, Горњи Кључ, Доњи Кључ и друге равне или терасасте просторе.
Најпознатији водопади на територији слива су Рипивода и Борински скок.

### Хидрографске особености
У природне куриозитете општине спада бифуркација у изворишном делу Магашке реке, на планини Радан. Ово место названо је Деливоде по бифуркацији. Леви крак и  јачи део воде потока, који се дели, одлази према североистоку и чини Магашку реку, док десни крак, мањи део воде, одлази према југу и чини Ивањску реку. Обе ове реке уливају се у Пусту реку само на различитим местима. Магашка река утиче у Пусту реку североисточно од Магаша.
- Поток пре рачвања
- Рачвање потока
- Ивањска река недалеко од места рачвања
- Магашка река недалеко од места рачвања

## Галерија
- Водопад Рипивода.
- Врх Свети Петар виђен из села Боринца.
- Врх Свети Петар виђен из села Боринца.